# Szúrós aloé
A szúrós aloé (Aloe ferox) az egyszikűek (Liliopsida) osztályának spárgavirágúak (Asparagales) rendjébe, ezen belül a fűfafélék (Asphodelaceae) családjába tartozó faj. Egyéb nevei: tövises aloé és Kap-aloé.

## Előfordulása
A szúrós aloé parkokban és kertekben látható; Dél-Afrikában őshonos.

## Megjelenése
A növény törzse nagy, vastag, húsos, tövises levelekből álló üstököt visel. A virágok narancsszínűek vagy skarlátvörösek, több felálló füzérből összetett virágzatban fejlődnek. A szúrós aloé legfeljebb 3 méter magas, de ritkán akár 5 métert is elérhet, törzse rendszerint nem ágazik el, egészen az aljáig elszáradt levelek borítják. A levél legfeljebb 1 méter hosszú és 15 centiméter vastag, fénytelen zöld színű, szélén éles, vörösesbarna tövisek sorakoznak, melyekből néhány a levél felületén is található. A virág 2,5-3,5 centiméter hosszú, 6 lepellevelű, cső alakú, a 3 belső lepellevél csúcsa barna vagy fekete; a porzók hosszan kiemelkednek a virágtakaróból. A virágzat legfeljebb 80 centiméter magas. Termése hosszúkás, három rekeszű tok.

## Egyéb
Míg a szúrós aloét más helyeken csak dísznövényként ültetik, hazájában más célokra is felhasználják. Sűrűn egymás mellé telepítve tövisei révén védelmet nyújt a ragadozók ellen. Ha töviseit eltávolítják, a levelek takarmányozásra is alkalmasak. Frissen kieresztett levéből zselét készítenek, ezt kikristályosított alakban „Cape aloes” néven hashajtó szerként forgalmazzák.

## Képek

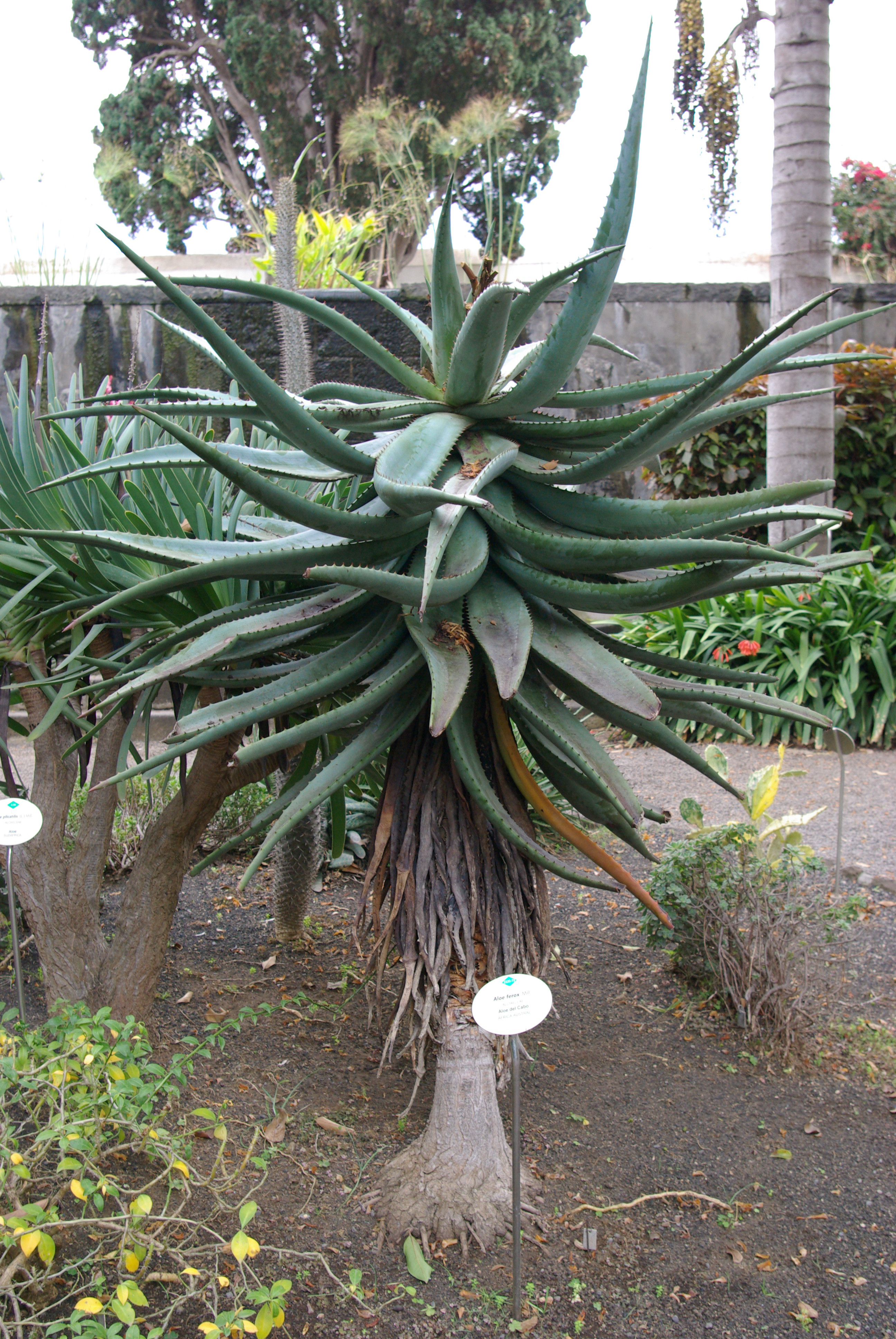
A növény
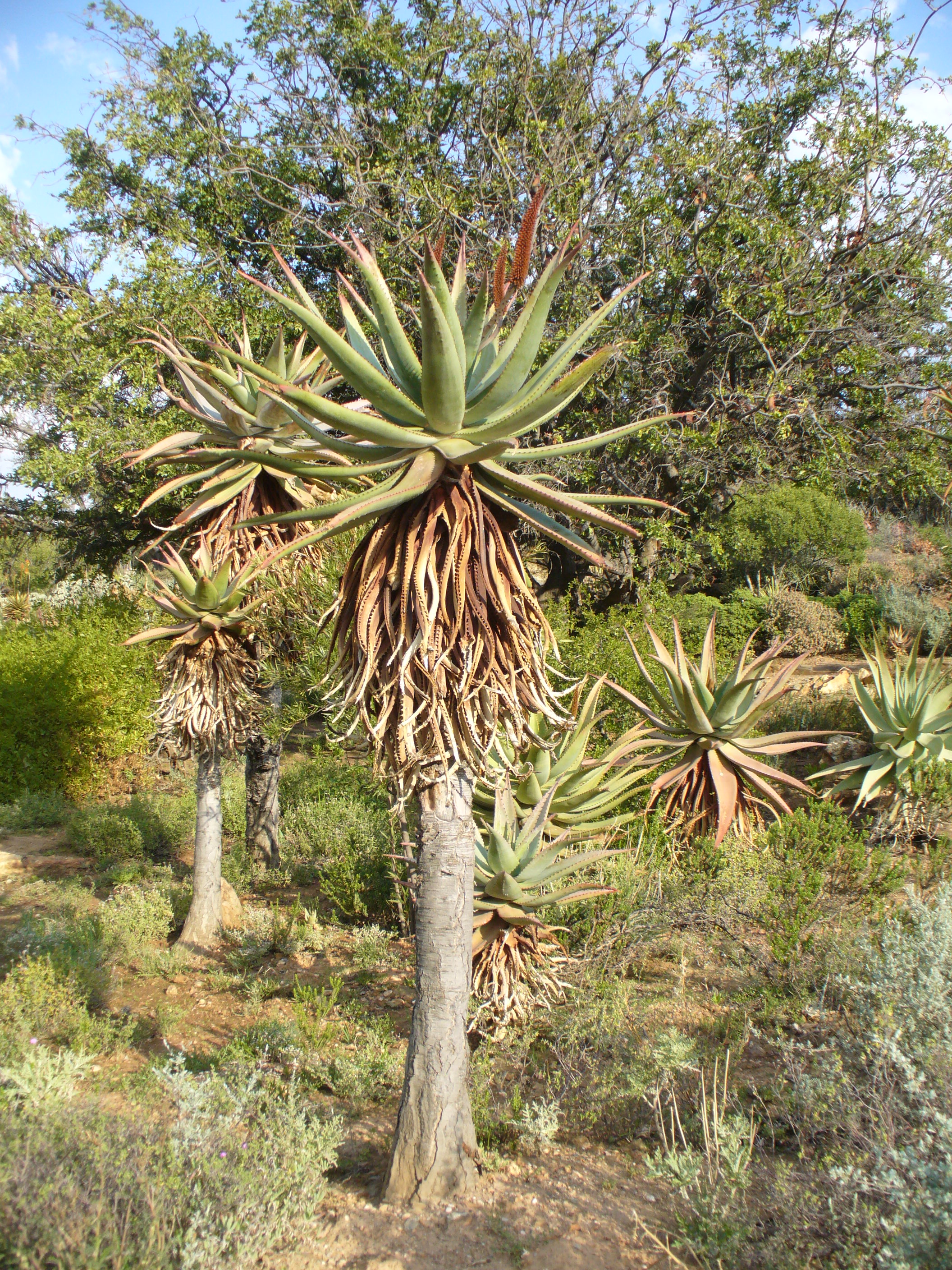
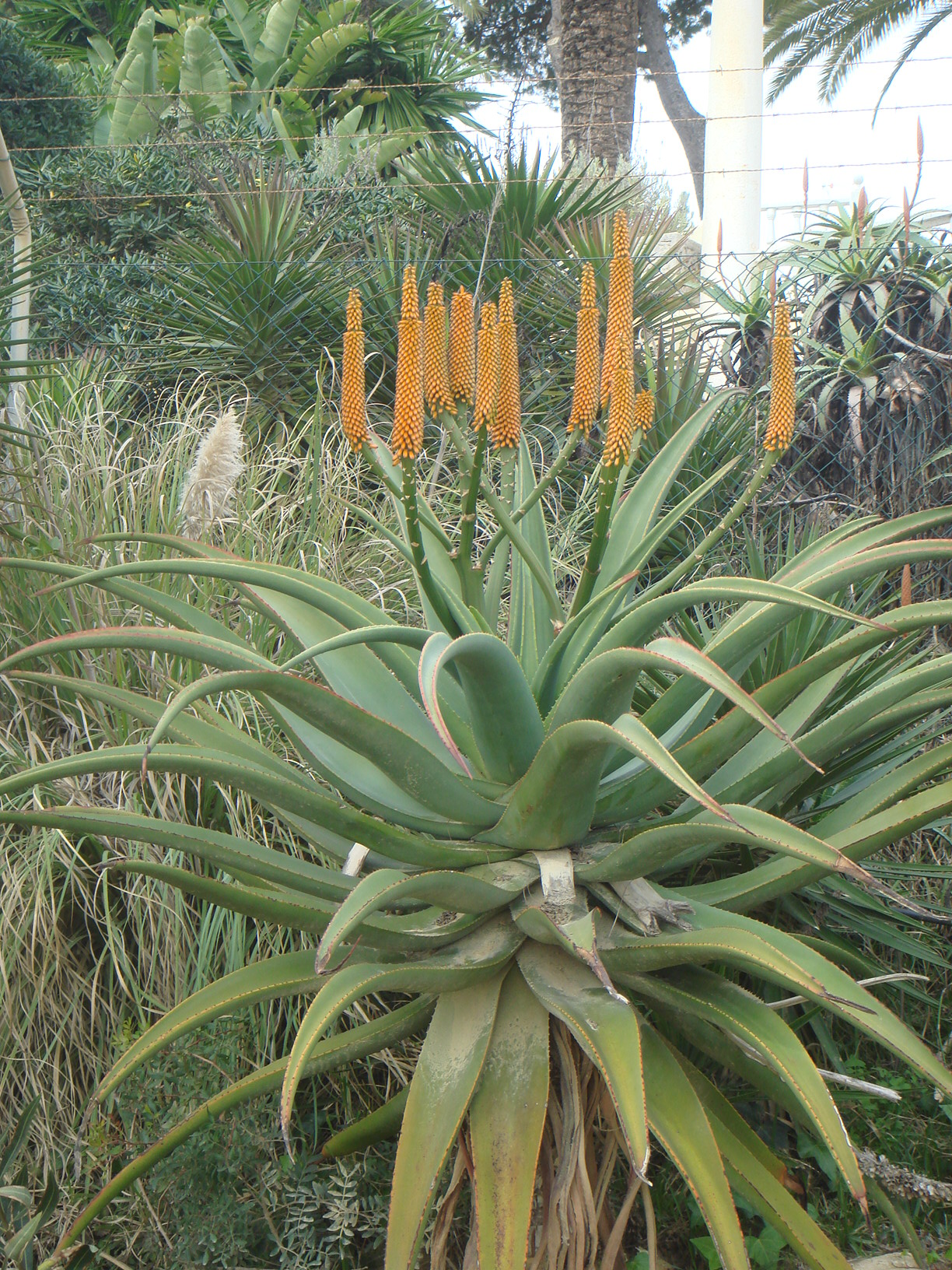
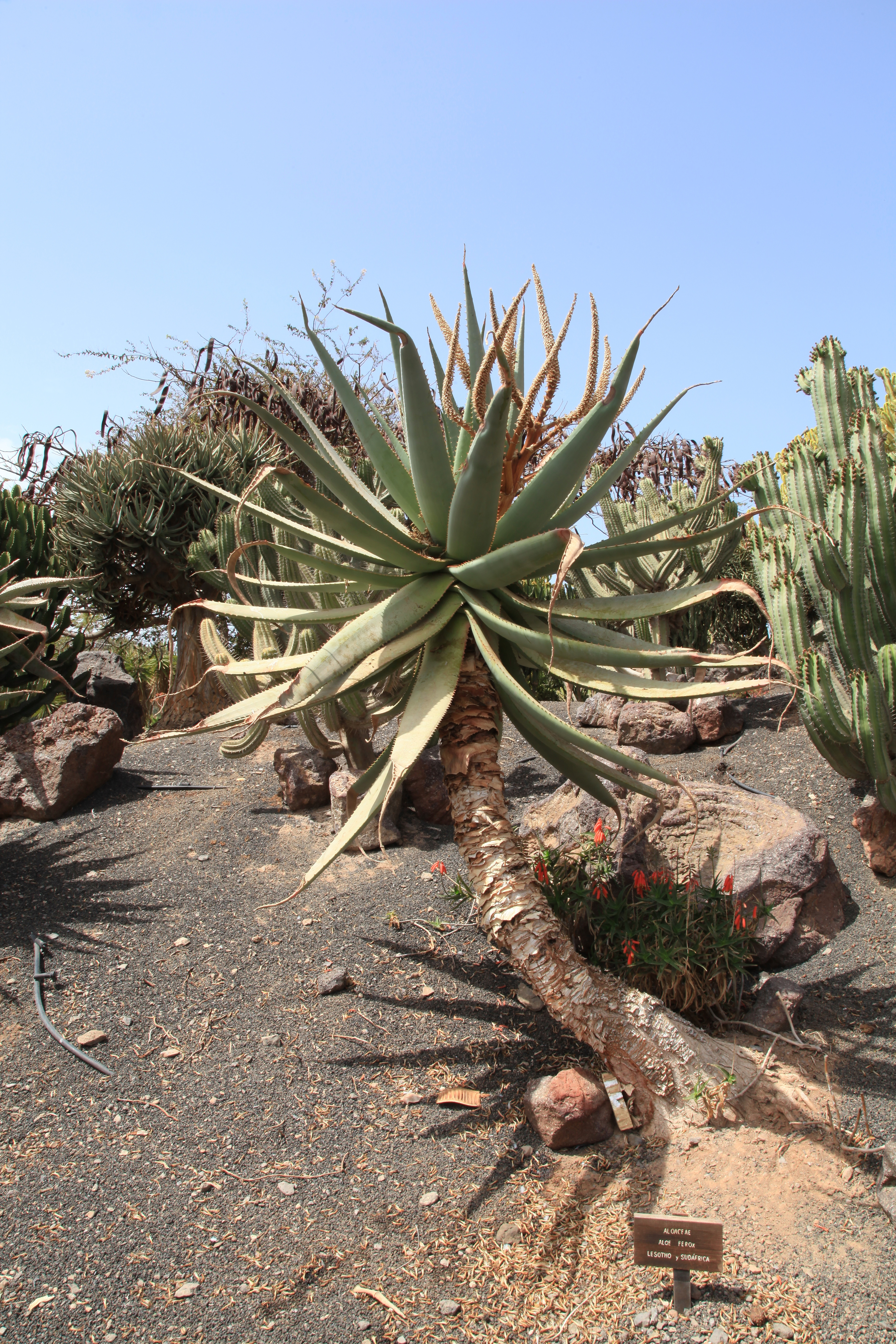
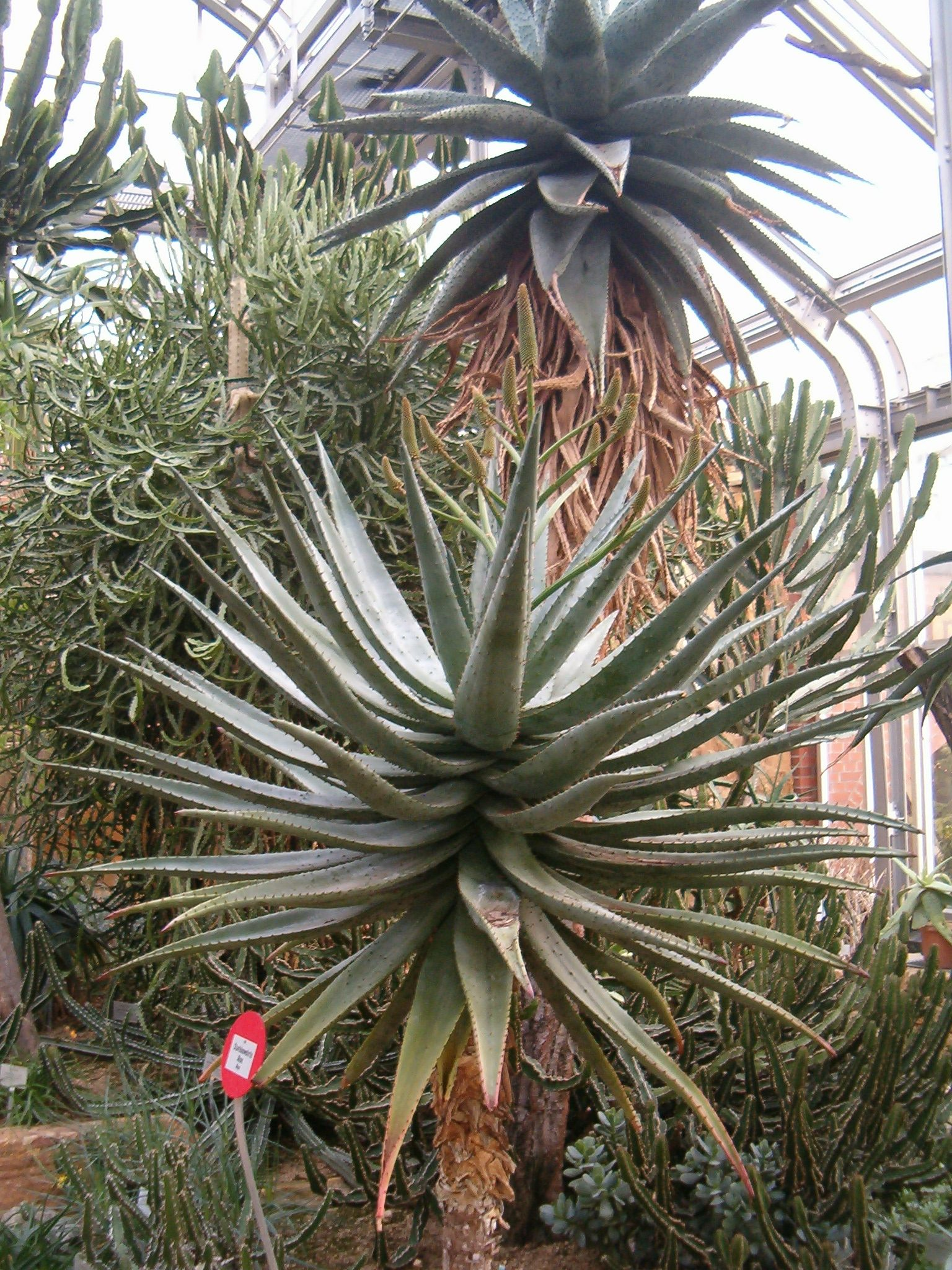
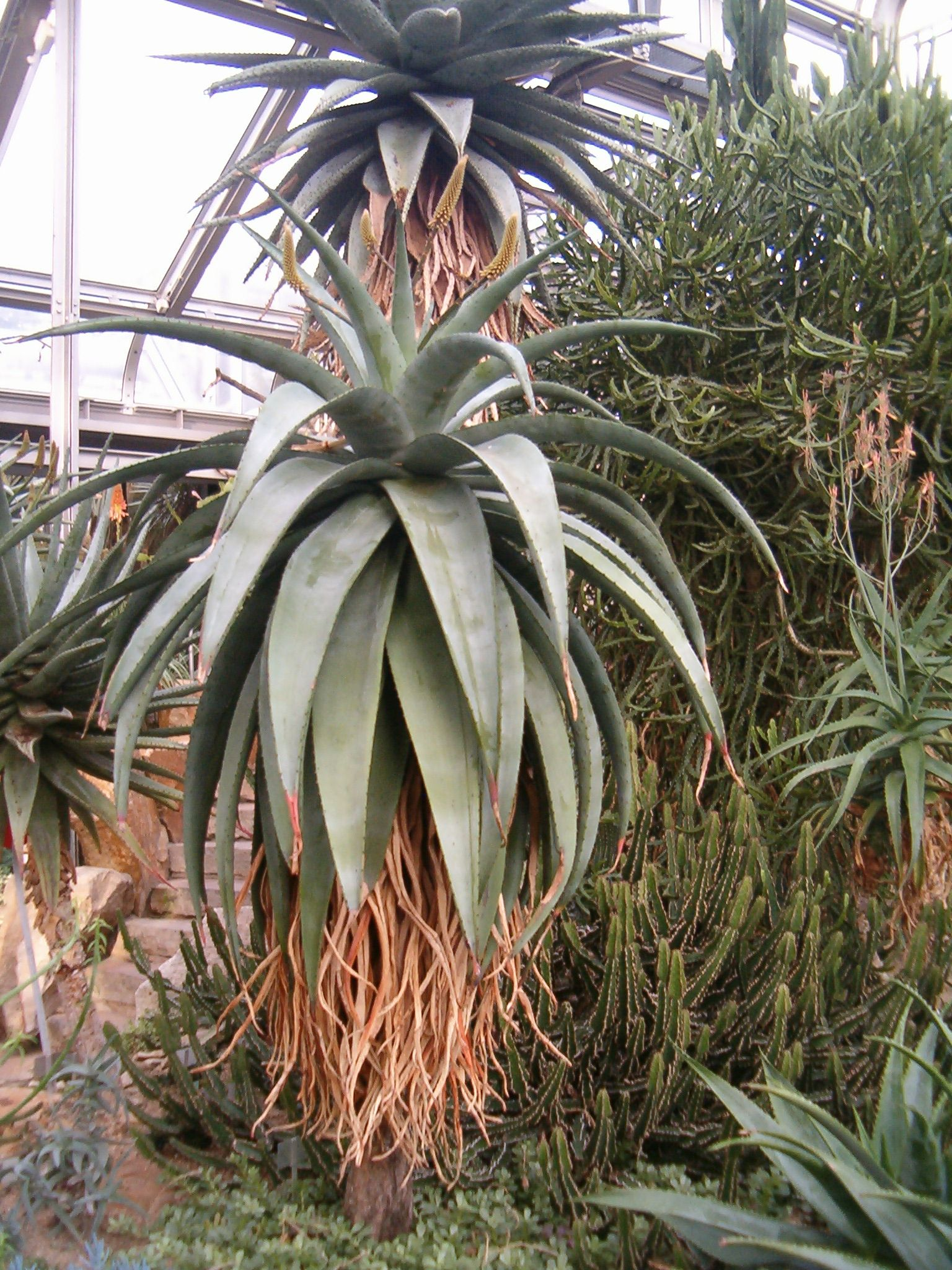
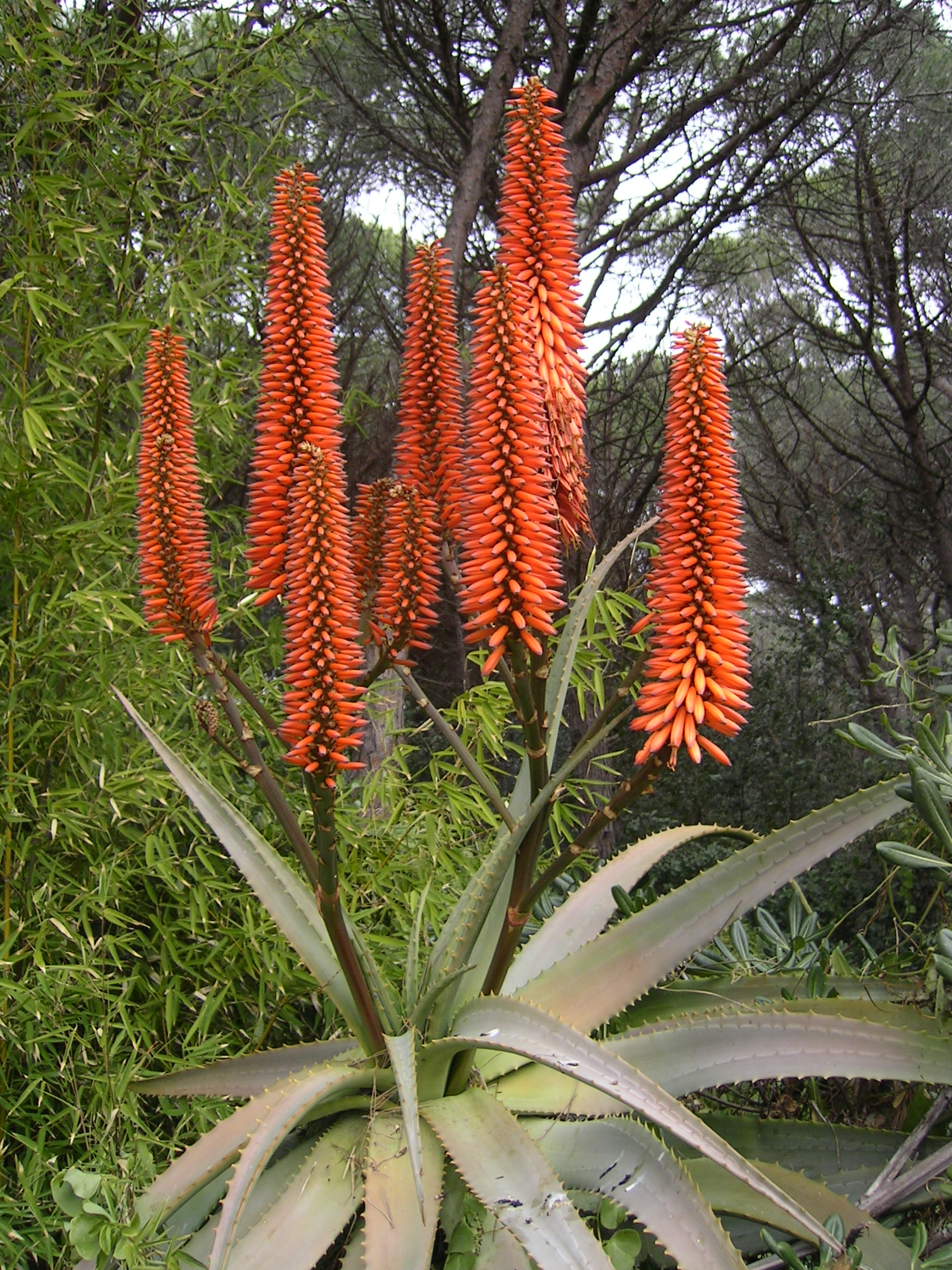
Virágzatai
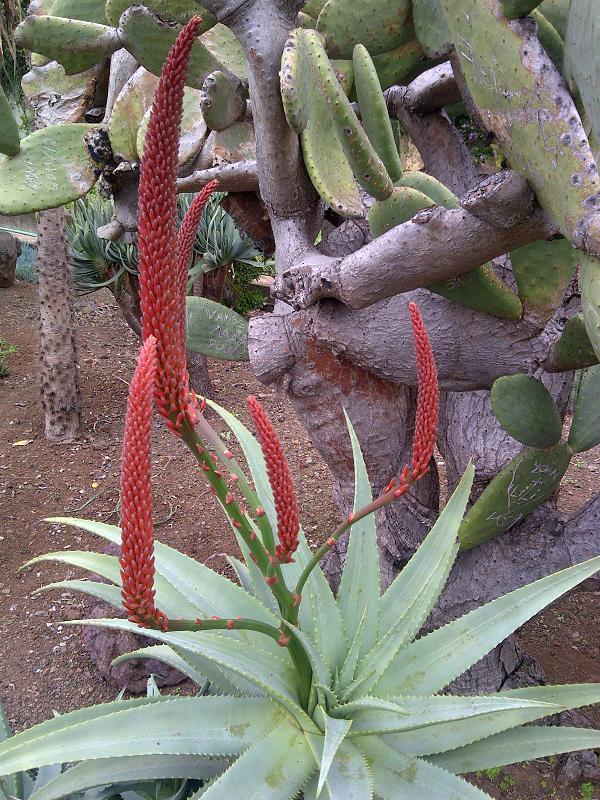
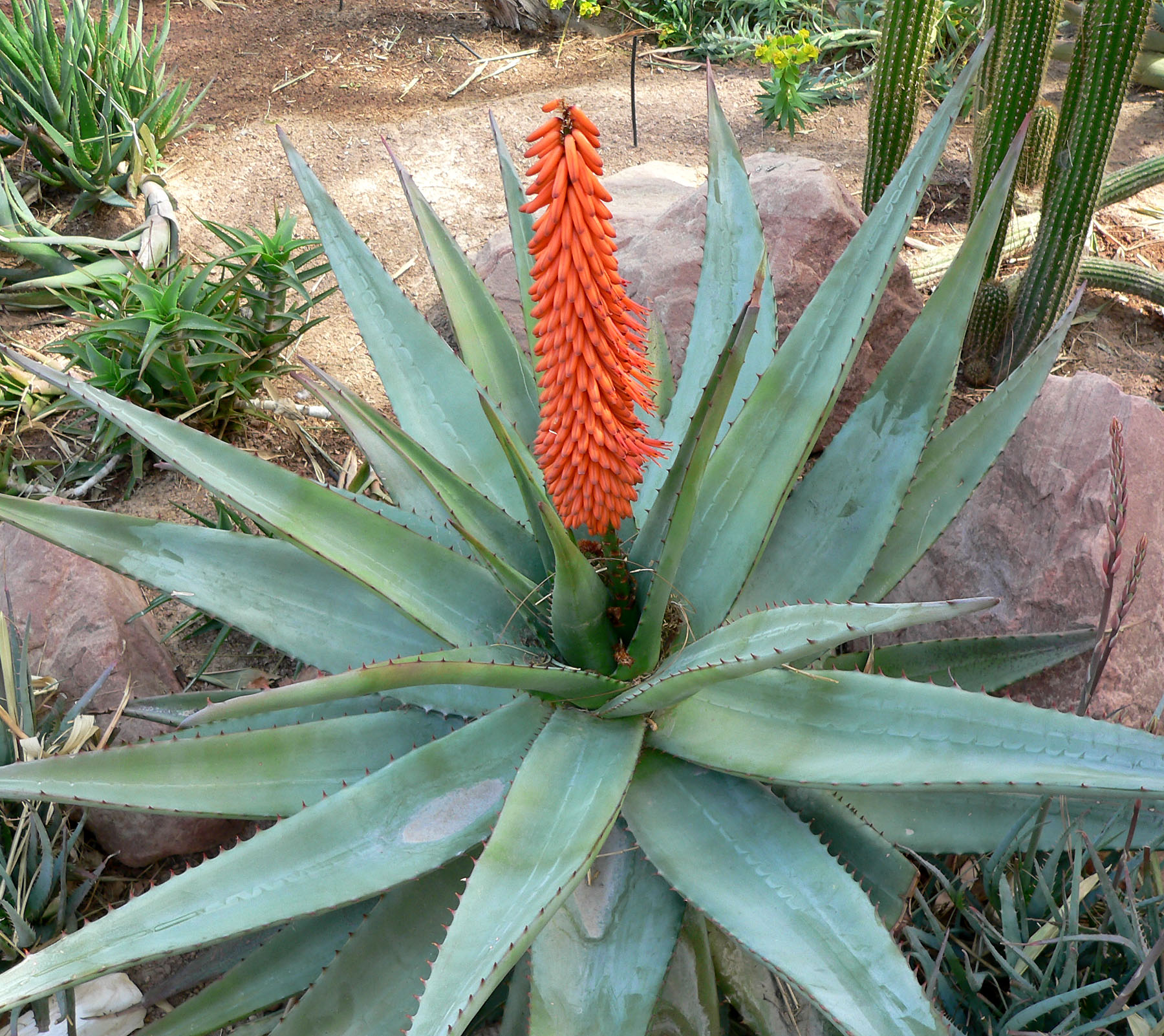
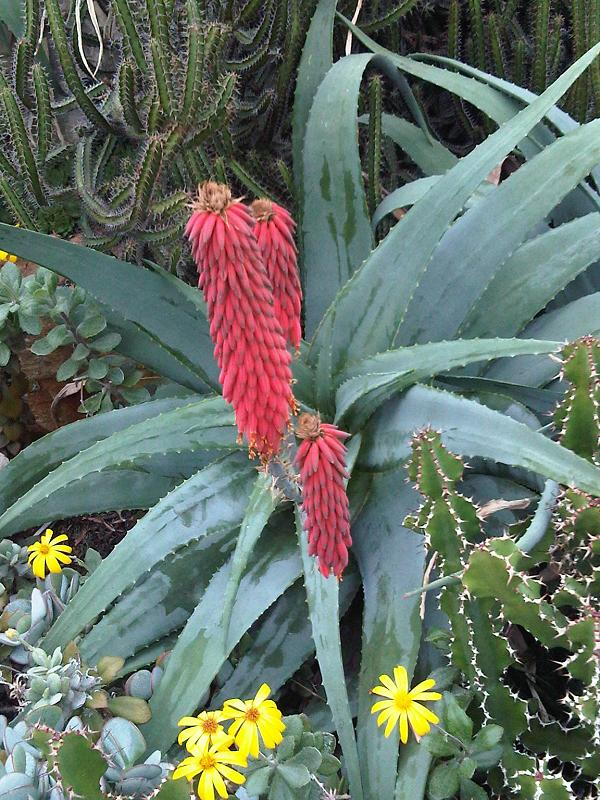
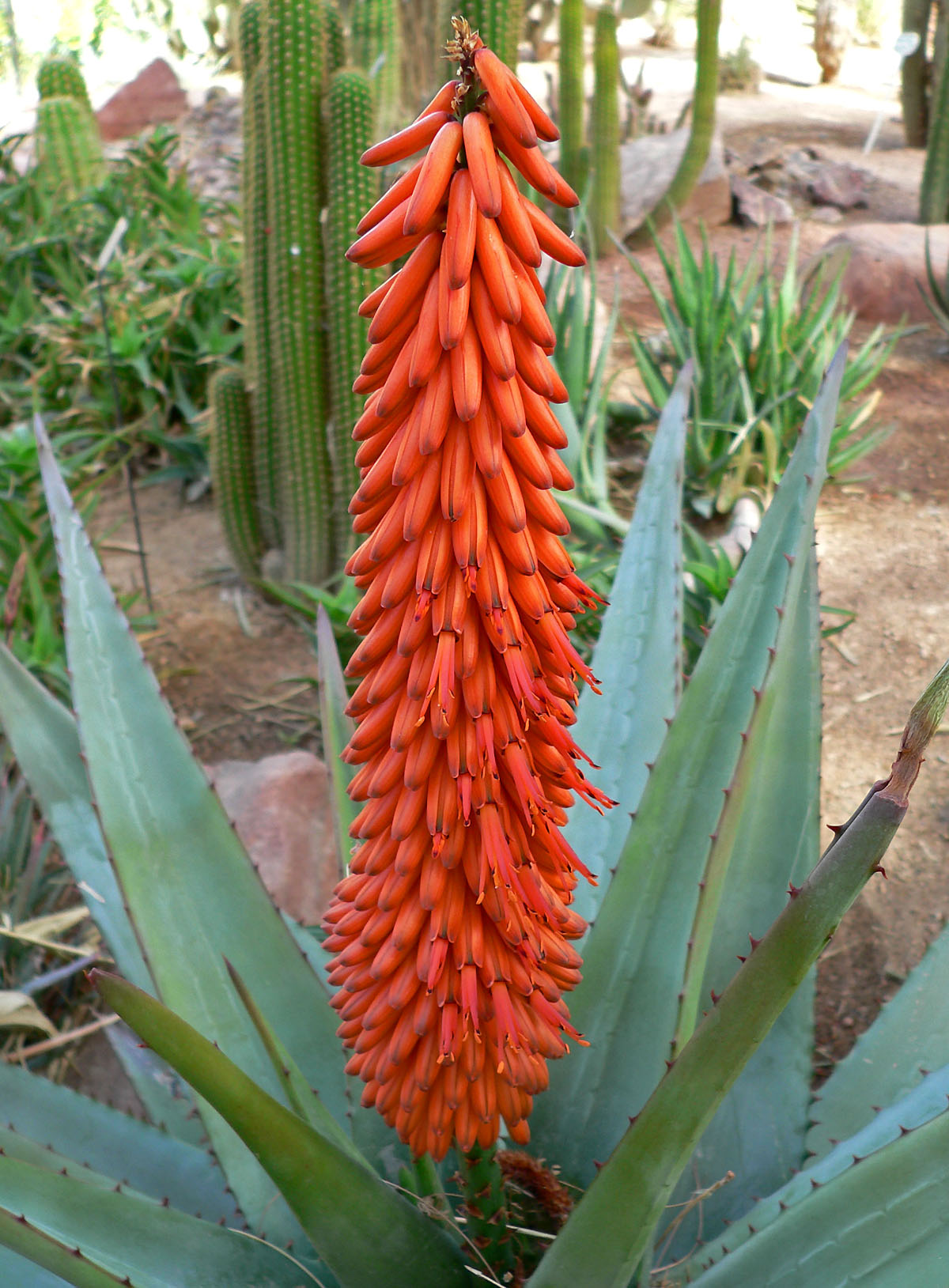
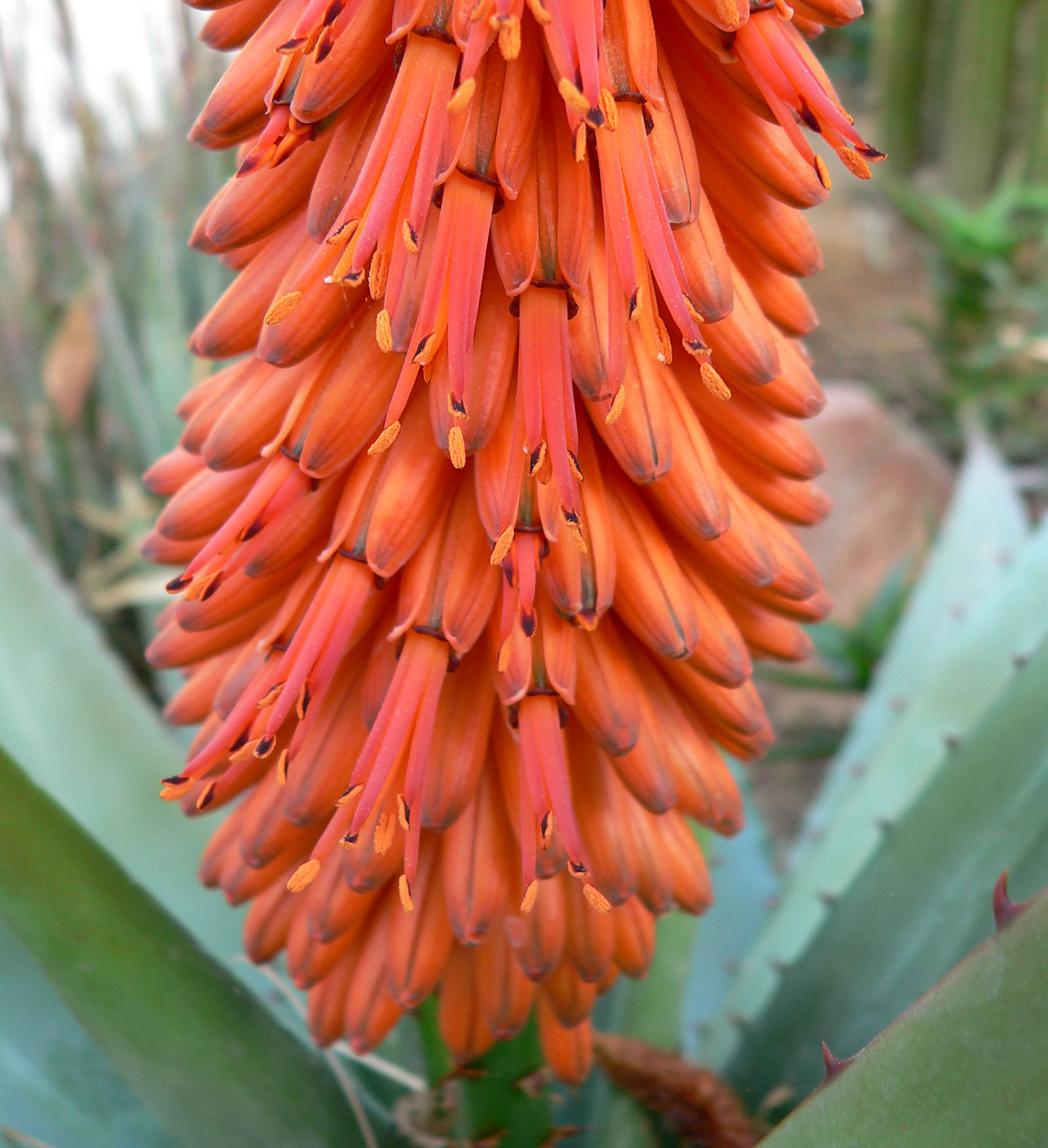
közelről
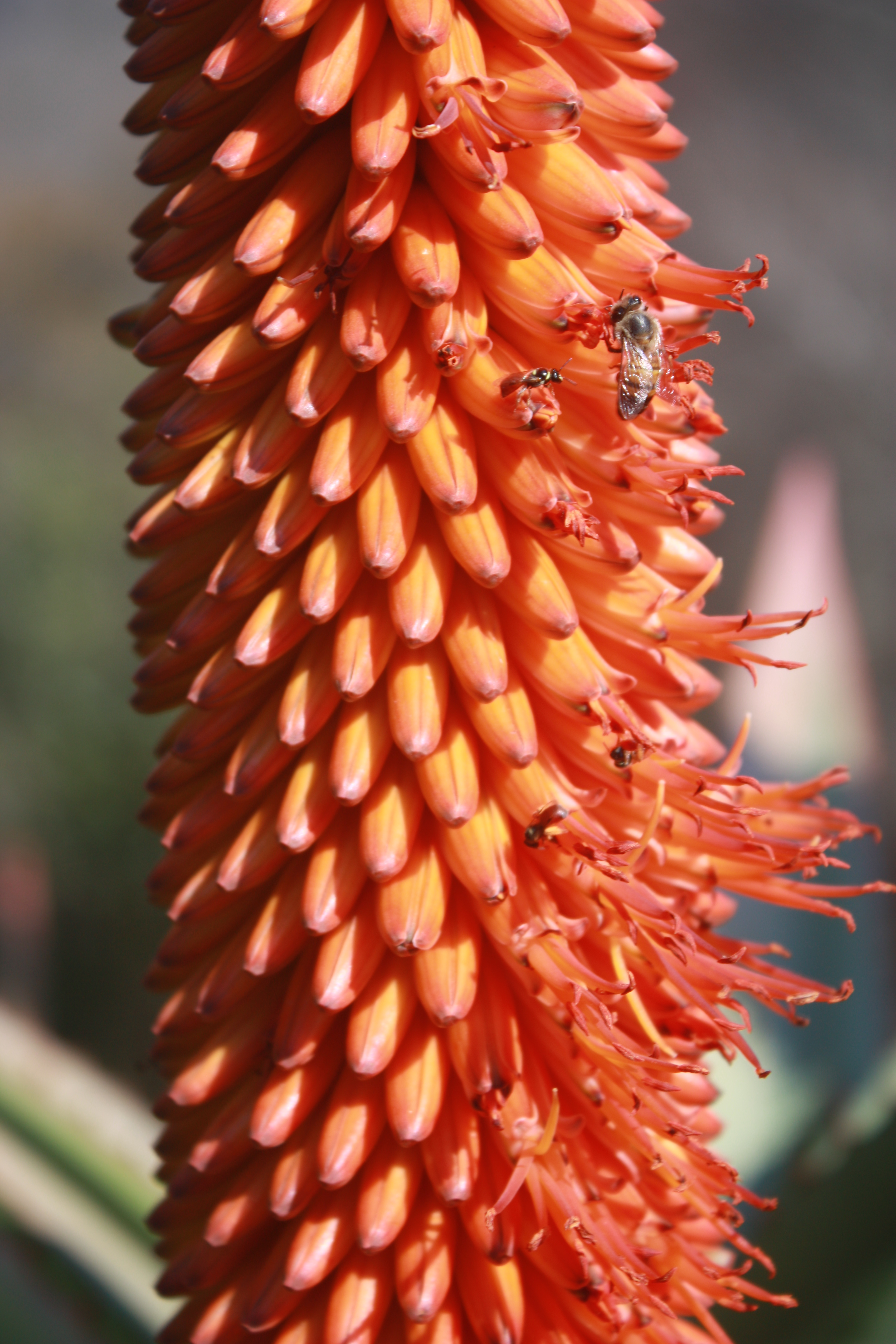
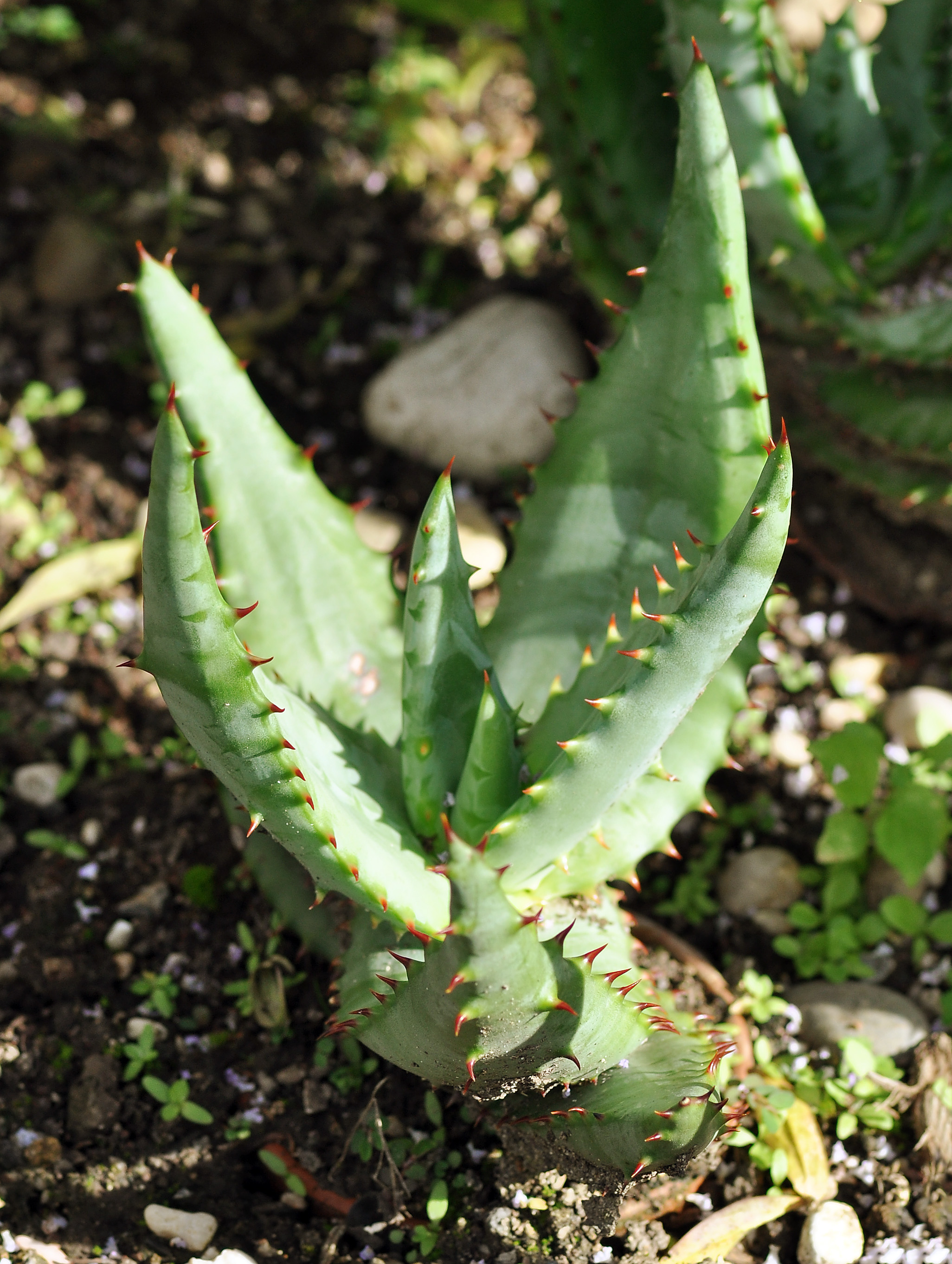
Levelei
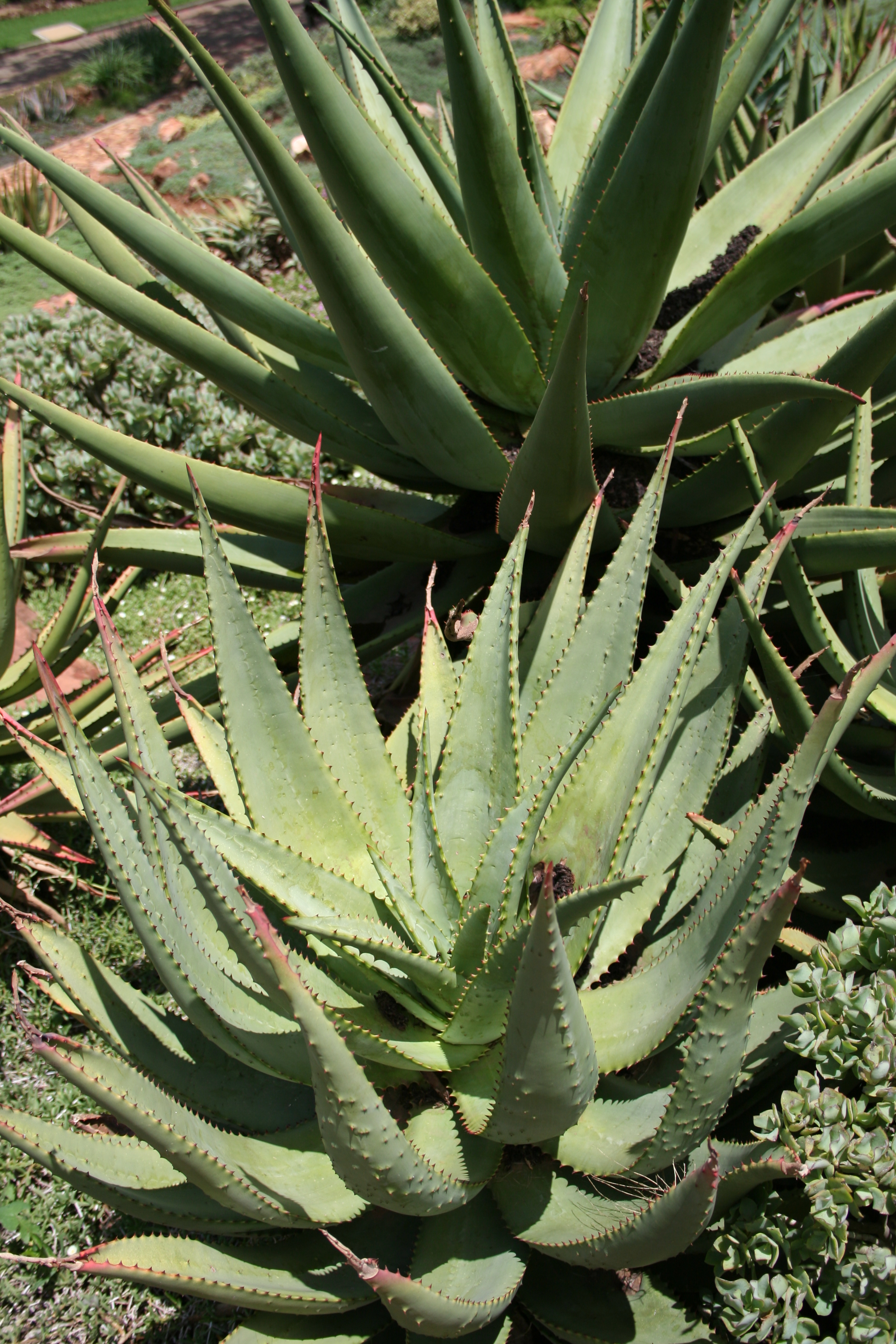